# Sadrac González Perellón
Sadrac González Perellón (Madrid, 24 de setembre de 1983) és un director de cinema madrileny.
Després d'estudiar Art i Dibuix, començà rodant diversos curtmetratges presentats a festivals de tot el món. El 2009 dirigí, amb Sonia Escolano, el llargmetratge Myna se va, considerada la pel·lícula espanyola amb el pla més llarg del cinema espanyol, relata la història d'una immigrant il·legal i els problemes als que s'enfronta a Espanya, i que guanyà el premi a la millor pel·lícula a l'Atlanta Underground Film festival, a més de participar en festivals internacionals com l'Austin Film Festival. També participà en la secció oficial de festivals com Athensfest, Les Rpartits des Cinéma d'Europe, a França, o el The Bronx Independent de Nova York.
El 2016, i després de tornar d'una retirada a França, rodà el llargmetratge Black Hollow Cage, un drama ciència-ficció que narra la història de l'Alice, una nena traumatitzada per la pèrdua d'un braç, que viu en una casa aïllada en un bosc en única companya del seu pare i un gos llop. Un dia la nena troba un estrany cub amb la capacitat de canviar el passat. El 2017, Black Hollow Cage guanyà el Premi del Jurat al Bucheon International Fantastic Film Festival, a Korea, el més important de gènere d'Asia, i participà a la secció oficial del Festival Internacional de Cinema Fantàstic de Sitges, el Neuchâtel International Fantastic Film Festival i al Raindance Film Festival, on aconseguí tres nominacions (millor pel·lícula, millor guió i millor interpretació per a Lowena McDonell).

## Filmografia
- Myna se va (2009)
- Black Hollow Cage (2016)
- Asombrosa Elisa (2022)